# Château de la Morlière
Pour l’article homonyme, voir Château de la Morlière (L'Huisserie).
Le château de la Morlière est un manoir situé à Orvault, dans le département de la Loire-Atlantique, en France.

## Localisation
Le château de la Morlière est situé à Orvault, commune limitrophe de Nantes (Loire-Atlantique).
Dans le quartier du Petit Chantilly, où son entrée principale se situait avant que celle-ci ne soit reculée plus près du château au début des années 1960.

## Historique
Le manoir est reconstruit en 1772 par l'architecte Jean-Baptiste Ceineray pour le compte de la famille Chancerel du Coudray. Le domaine appartient ensuite successivement à Patrick Murphy (époux de Madeleine Deurbroucq), puis aux familles Guist'hau, Demangeat et Pageot.
Sont inscrits au titre des monuments historiques en 2011 :
- les façades et toitures du château et des deux ailes de communs datant du XVIIIe siècle ;
- le salon central et le salon de compagnie (les deux au rez-de-chaussée) avec leur décor ;
- la cour d'honneur, le périmètre de clôture, les murs et le parterre.

La Haie-Morlière est un démembrement de la Morlière et a appartenu aux familles Decré-Lauprêtre, Soulard et Halgan.